# Tim Roth
Timothy Simon Smith (Dulwich, Londres, Anglaterra, 14 de maig de 1961) és un actor i director de cinema anglès. També és conegut com a director cinematogràfic i per les seves actuacions en pel·lícules com Reservoir Dogs, Four Rooms, Rob Roy o L'increïble Hulk, i pel seu paper protagonista com el Dr. Cal Lightman a la sèrie televisiva “Menteix-me”.

## Biografia

### Infància i joventut
Va néixer en el si d'una família de classe mitjana alta, fill de la pintora Anne Roth i del periodista Ernie Smith. Va estudiar a l'Escola d'art Camberwell, segurament influenciat per la seva mare. De petit, Tim volia ser escultor i va estudiar a Camberwell College of Arts, un institut d'art de Londres. En aquest període, ell i son germà van ser abusats sexualment pel seu avi. Després d'un temps, es va interessar en l'actuació i va fer el seu debut als 21 anys fent el paper d'un skinhead racista a Made in Britain, una pel·lícula curta que va ser estrenada per televisió.
Els seus primers papers tant en televisió com en el cinema estarien relacionats amb tipus durs i macarres, com per exemple en les sèries britàniques Made in Britain o meantime.
El 1984 es va produir el seu salt a la pantalla gran amb la cinta The Hit (La venjança). Un any més tard va participar en el musical Return to Waterloo (1985), on Tim va ser dirigit pel líder del mític grup The Kinks, Ray Davies.
També va formar part del repartiment dels films Van Gogh (1990), on Roth actua com el pintor holandès, i de Rosencrantz i Guildenstern han mort (1990). Però va ser Quentin Tarantino el que li va aportar la veritable fama internacional amb les seves intervencions en les mítiques Reservoir Dogs (1992) i Pulp Fiction (1994).
També ha fet els seus primers passos com a director: el 1999 va dirigir La zona fosca, un film que va obtenir molt bones crítiques i diversos guardons cinematogràfics.
La seva primera nominació a l'Oscar la va obtenir amb la pel·lícula Rob Roy (1995).
Cada vegada que viu un esdeveniment important en la seva vida, es realitza un tatuatge al braç dret, de moment en porta 5. És gran amic de l'actor Gary Oldman, amb el qual manté una forta relació des que treballaren junts.

## Filmografia
| - Made In Britain (1982) - Meantime (1983) - The Hit (1984) - Return to Waterloo (1985) - Murder With Mirrors (1985) - Dues vegades Upon a Time (1988) - Conspiració per a un assassinat (To Kill a Priest) (1988) - A World Apart (1988) - El cuiner, el lladre, la seva dona i el seu amant (The Cook, the Thief, His Wife & Her Lover) (1989) - Rosencrantz and Guildenstern han mort (Rosencrantz and Guildenstern Are Dead) (1990): Tom Stoppard / William Shakespeare - Vincent and Theo (1990): Vincent Van Gogh - Backsliding (1992): Tom Whitton - Common Pursuit (1992) (TV): Nick Finchley - Reservoir Dogs (1992): Mr Orange / Freddy Newandyke - El marit perfecte (1993): Milan - Murder in the Heartland (1993) (TV): Charles Starkweather - Maleït Nick (Bodies, Rest & Motion) (1993): Nick - Retorn a Little Odessa (Little Odessa) (1994): Joshua Shapiro - Captius (Captiva) (1994): Philip Chaney - Pulp Fiction (1994): Pumpkin (Ringo) - Heart of Darkness (1994) (TV): Marlow - Four Rooms (1995): Ted the Bellhop - Rob Roy (1995): Archibald Cunningham - Tothom diu "I love you" (Everyone Says I Love You) (1996): Charles Ferry - Sense marxa enrere (No Way Home) (1996): Joel - Mocking the Cosmos (Curt) (1996): Myrodemnon / Myron - Fals testimoni (Deceiver) (1997): James Walter Wayland - Caps de la màfia (Hoodlum) (1997): Dutch Schultz - Gridlock'd (1997): Alexander 'Stretch' Rawland - Animals with the Tollkeeper (1998): Henry - La llegenda del pianista a l'oceà (La leggenda del pianista sull'oceano) (1998): Danny Boodmann TD Lemon Nineteen Hundred '1900 ' - L'hotel del milió de dòlars (The Million Dollar Hotel) (2000) (no surt als crèdits): Izzy Goldkiss - Lucky Numbers (2000): Gig | - Vatel (2000): Marquis de Lauzun - El mosqueter (The Musketeer) (2001): Febre the Man in Black - Invencible (Invincible) (2001): Hersch Steinschneider àlies Erik Jan Hanussen - El planeta dels simis (Planet of the Apes) (2001): Thader - Emmett's Mark (2002): John Harrett / Frank Dwyer - Matar a un rei (To Kill a King) (2003): Oliver Cromwell - Whatever we do (2003): Joe - Nova França (Nouvelle-France) (2004): William Pitt - Silver City (2004): Mitch Paine - Late Night Shorts (2004) (TV): Presentar - With It (2004): "Chicken Louis" Farnatelli - Un lloc meravellós (The Beautiful Country) (2004): Capità Oh - Dark Water (2005): Jeff Platzer - Trucant a les portes del cel (Don't come Knocking) (2005): Sutter - L'últim senyal (The last sign) (2005): Jeremy Macfarlane - Tsunami: The Aftermath (2006) (TV): Nick Fraser - Even Money (2006 / I): Victor - Una nova joventut (2007): Dominic Matei - Aprenent de cavaller (Virgin Territory) (2007): Gerbino de la Ratte - Funny Games (2007) - L'increïble Hulk (The Incredible Hulk) (2008): Emil Blonsky / Abomination - King Conqueror (2009): Rei Pere II d'Aragó - Lie to Me (2009): Dr. Cal Lightman - Skellig (2009): Skellig - Pete Smalls Is Dead (2010): Pete Smalls - Möbius (2012): Ivan Rostovsky - Broken (2012): Archie - Arbitrage (2012): Detectiu Michael Bryer - The Liability (2013): Roy - Selma (2014): George Wallace - United Passions (2014): Sepp Blatter - Grace of Monaco (2014): Príncep Rainier III de Mònaco - Klondike (2014) (Serie TV): El comte - The hateful eight (2015): Oswaldo Mobray - Tin Star (2017) (Serie TV): Jim Worth - The Song of Names (2019): Martin |